# Hatusil I
Hatusil I ou Labarna II (em hitita: ŠA f Tawannanna DUMU ŠEŠ- ŠU; lit. "Filho do irmão de Tauanana") foi o segundo rei hitita e, provavelmente, rei de Hatusa que unificou os núcleos hititas e lançou várias campanhas descritas nos anais de Hatusil contra os reinos vizinhos. Na realidade, ele foi antecedido por pelo menos duas gerações anteriores e mal documentadas de monarcas em sua família. Foi capaz de arrasar a importante cidade de Alalaque na Síria e sua expedição contra a Síria foi seguida por uma em Arzaua, na Anatólia Ocidental. Foi sucedido por seu neto Mursil I.